# Рајан Џонсон
Рајан Крејг Џонсон (енгл. Rian Craig Johnson; Силвер Спринг, 17. децембар 1973)  је амерички филмски редитељ, продуцент и сценариста. Направио је свој редитељски деби у неоноарско-мистериозоном филму Brick (2005), који је добио позивитан пријем и зарадио је скоро 4 милиона америчких долара преко буџета од 450.000 милиона америчких долара. Преласком на филмове високог профила, Џонсон је постигао главно признање за писање и режирање научно-фантастичног трилера Убица из будућности (2012) који је остварио критички и комерцијални успех. Џонсон је започео свој највећи пројекат када је написао и режирао свемирску оперу Ратови звезда: Последњи џедаји (2017), који је зарадио преко 1 милијарде америчких долара. Вратио се мистериозном жанру са филмом Нож у леђа (2019), којим је зарадио номинацију за Оскара за најбољи оригинални сценарио.
Ван филма, Џонсон је режирао три епизоде телевизијске драмске серије Чиста хемија (2008—2013). Добио је 2013. године награду Гилда редитеља Америке за најбољу режију – драмска серија за свој рад на епизоди „Педесет један” на 5. сезони серије.

## Филмографија

### Филмови
| Година | Српски наслов                  | Изворни наслов | Редитељ | Писац | Продуцент | Notes                        |
| ------ | ------------------------------ | -------------- | ------- | ----- | --------- | ---------------------------- |
| 2005.  |                                |                | Да      | Да    | Не        | такође уредник               |
| 2008.  |                                |                | Да      | Да    | Не        |                              |
| 2010.  |                                |                | Да      | Не    | Не        | direct-to-video документарац |
| 2012.  | Убица из будућности            |                | Да      | Да    | Не        |                              |
| 2017.  | Ратови звезда: Последњи џедаји |                | Да      | Да    | Не        |                              |
| 2019.  | Нож у леђа                     |                | Да      | Да    | Да        |                              |
| 2022.  | Нож у леђа: Стаклени лук       |                | Да      | Да    | Да        |                              |
| 2025.  | Нож у леђа 3                   |                | Да      | Да    | Да        |                              |

### Кратки филм
| Година | Српски наслов | Изворни наслов | Редитељ | Писац | Продуцент | Уредник |
| ------ | ------------- | -------------- | ------- | ----- | --------- | ------- |
| 1990.  |               |                | Да      | Да    | Да        | Да      |
| 1997.  |               |                | Да      | Да    | Да        | Да      |
| 2001.  |               |                | Да      | Да    | Да        | Да      |
| 2002.  |               |                | Да      | Да    | Да        | Да      |

### Телевизија
| Година | Српски наслов | Изворни наслов | Редитељ | Писац | Епизода |
| ------ | ------------- | -------------- | ------- | ----- | ------- |
| 2010.  |               | Terriers       | Да      | Не    | „”      |
| 2010.  | Чиста хемија  |                | Да      | Не    | „”      |
| 2012.  | Чиста хемија  | Да             | Не      | „”    |         |
| 2013.  | Чиста хемија  | Да             | Не      | „”    |         |
| 2014.  |               |                | Не      | Да    |         |
| н. п.  |               |                | Да      | Да    | н. п.   |